# 洗足学園中学校・高等学校
洗足学園中学高等学校（せんぞくがくえんちゅうがくこうとうがっこう）は、神奈川県川崎市高津区に所在し、中高一貫教育を提供する私立女子中学校・高等学校。
高等学校において、生徒を募集しない完全中高一貫校。
洗足学園音楽大学溝の口キャンパスと同一の敷地内に設置されている。

## 建学の精神・沿革

### 建学の精神
大正13年（1924年）創設者前田若尾が、旧平塚村（現：東京都品川区）の自宅に私塾を創設。その2年後現在の東京都目黒区洗足に移り、校名も洗足高等女学校と改める。敬虔なクリスチャンであった創設者は、新約聖書「ヨハネによる福音書」第13章に書かれているキリストの言葉から、「洗足」と命名した。

キリストは、明日は十字架の上に消えることを悟ったとき、12人の弟子たちの足をひとりひとり洗ってやって、最後の晩餐の席につきました。
イエスは、夕食の席から立ち上がって上着を脱ぎ、手拭（てぬぐい）をとって腰に巻き、それから水をたらいに入れて、弟子たちの足を洗い、腰に巻いた手拭で拭きはじめられた。
（中略）
しかし、主でありまた教師であるわたしが、あなたがたの足を洗ったからには、あなたがたもまた互いに足を洗うべきである。
わたしがあなたがたにしたとおりに、あなたがたもするように、わたしが手本を示したのだ。

「たがいに足を洗えとのりし　み教守るここの学びや」という創設者が作詞した校歌にある通り、教学の理想をキリスト教の感謝と献身、犠牲と奉仕の信仰の中に打ち立て、学園はスタートを切ることとなる。この建学の基本理念および教育目標は脈々と引き継がれ、今日の教育が行われている。

### 沿革
- 1924年01月 - 創立者 前田若尾の自宅敷地内に校舎（教員室、教室２）を建築
- 1926年05月 - 洗足高等女学校設立、認可
- 1930年10月 - 財団法人洗足高等女学校設立、理事長前田若尾
- 1946年06月 - 川崎市久本に移転開始
- 1948年04月 - 川崎市久本に洗足学園女子高等学校開校、洗足学園幼稚園開園
- 1949年04月 - 洗足学園小学校開校
- 1951年03月 - 法人組織を変更し学校法人洗足学園と改称
- 1953年04月 - 本学園の女子高等学校1校を増設し、高校および中学校名を改称、目黒区洗足所在を洗足学園第一高等学校・同第一中学校、川崎市溝ノ口所在を同第二高等学校・同第二中学校とする
- 1976年11月 第二高等学校・同第二中学校を洗足学園大学附属高等学校・同附属中学校と改称
- 1992年10月 前田壽一 理事長に就任
- 2000年04月 - 中学・高等学校総合校舎竣工
- 2002年04月 - 洗足学園大学附属高等学校・同附属中学校を洗足学園高等学校・同中学校と改称、前田隆芳が洗足学園高等学校・同中学校長に就任
- 2017年04月 - 宮阪元子が洗足学園高等学校・同中学校長に就任

## 教育方針・特長・環境

### 教育方針
社会の中で「幸福な自己実現」を達成できる人物へ
- 常に成長を目指し努力し続けられる人物（自立）
- 世界で活躍できる能力を有した人物（挑戦）
- 謙虚に自分を見つめ喜んで奉仕できる慈愛に満ちた人物（奉仕）

### 中高一貫教育の教育姿勢と特長

#### LEARN FROM EVERYTHING
本質的で偏らない学力と様々な自立的能力を育むことに努めている。特徴的なカリキュラムとして、幅広い教養の取得のため、6年間の5教科必修、高校3年までの数学必修体制を導入している。また、一人1楽器の習得を目指す音楽をはじめとした芸術科目、生徒による行事運営などに見られる自治活動、種々の教養講座 (Minerva seminars) など幅広い学びでは、視野を拡げ、多角的に考え、必要に応じて対応できる柔軟性を身に着けられる。

#### EMBRACE YOUR COMMUNITY
他者の価値観と出合うことを大切にしている。自分以外の人の価値観を認めて、思いやりの心をもって過ごすことで、生徒たちは、学びを深め、思索を深められる。様々なことにチャレンジすることを奨励しており、学外交流活動では、幅広いコミュニティの中で、多様な価値観に出会うことで、その幅を広げ、自分自身を磨くことができる。

#### THINK FOR YOURSELF
既存の価値に頼るのではなく、自分たちで新しいものを作り出す力の育成を重視している。社会の中で生きていく力を育むため、総合的な探究の時間では「答えのない問い」について考える「哲学対話」を実施。世界とコミュニケーションをとり、協働していく時代において問われる「あなたはどう考えているのか」を常に意識し、自分なりに考え、それを他者に伝える力を身につけられる教育を実践している。

#### SOAR
洗足学園での全ての経験が学びであるという考えの下、これからの社会を作る主役である生徒たちには、学びを深め、多くの友と出会い、多彩な経験を経て、大空を雄大に飛翔する鳥のように世界へ羽ばたいてほしいと願い、日々の教育を実践している。

### ICT教育・環境
質の高いICT教育を、授業というソフトウェア面と設備というハードウェア面の両面から実現している。ハードウェア面では2021年4月に普通教室全教室にデジタルホワイトボードを設置。切れ目がなく、曲面になっているため、どこからでも見やすく設計されている。プロジェクターは無線・有線の両方に対応。PCからのワイヤレス接続では授業の流れを止めることなく、画像を効果的に利用できる。2021年8月には、音楽室・美術室・セミナールームといった特別教室にもデジタルホワイトボードとプロジェクターが設置された。
ソフトウェア面では、中学1年の理科の授業において教師がバイオリンを弾くと、その音の波形がデジタルオシロスコープの形でホワイトボードに映し出されるといった音の波形を理解する授業が行われるなど、最先端のICT環境を生かす授業が行われている。また、生徒も一人1台配付されているChromebookを使用してプレゼンテーション資料を作成しクラウド上で提出したスライドを用いて、発表を行うといった学習を行っている。

### 芸術教育

#### 芸術溢れる環境
校舎2階のアトリウムに日本人で初めてローマ教皇像を教皇に謁見の上贈呈した具象彫刻家奥村信之によるミネルヴァ像や、人間国宝の濱田庄司の作品など、一流の芸術家の作品が展示されている。また、芸術溢れる環境の中で、生徒たちに大切な成長の時間を過ごしてもらいたいとの思いから、アートプロジェクトを実施している。

#### 楽器習得プロジェクト
恵まれた音楽環境を活かして、一つでも楽器ができれば、どんなに豊かな人生が奏でられるだろうとの思いから開始されたプログラム。2003年度から開始。中学3年間の音楽の授業で、バイオリン・トランペット・クラリネット・フルートから1つの楽器を選択し習得していく。音「楽」の通り、到達することを目標とするのでなく、打ち込めるようになることを目標としている。3年間の楽器習得プログラムの最後の年に当たる中学3年で、クラス単位で行われるオーケストラの合奏が行われる。

### 学外交流活動
模擬国連に代表される学外交流活動や研修プログラムへの参加を積極的に推し進めている。年間250を超えるコンクールや学外セミナーに生徒たちは参加。生徒自らが探し出し、参加を希望する活動もあり、その活動は年々活発になっている。これらの機会を通して、プレゼンテーションのトレーニングや世界の同年代との交流による啓発や学びは、視野を広げ、意識を高める上での貴重な機会となっている。

#### 参加事例と成果
- 第53回「おかねの作文コンクール」金融担当大臣賞受賞
- サイエンスキャッスル「アサヒ飲料賞」審査員特別賞受賞
- 第21回「日経STOCKリーグ」敢闘賞受賞
- 総務省主催「異能ジェネレーションアワード」分野賞受賞
- 日本政策金融公庫主催第7回「高校生ビジネスプラングランプリ」準グランプリ受賞

### 進化し続ける教育
人と社会に貢献できる人物の育成のために、洗足の教育は『進化し続ける教育』を志向している。つまり、現在最良と考えた教育体系や各教育プログラムを施行しながら、同時に、さらに良い形、良い内容の教育を模索し続ける。そしてその検証基準は、「卒業した生徒たちが、社会の中でどのように活躍していくか」というところに、大きく置かれている。私学の独自性を活かしつつ、柔軟で弾力的なカリキュラムを志向する。

## 授業
中高一貫校の特性を活かし、6年間を3期に分けたカリキュラムが組まれている。
- 第一期（中1）- 「正しい生活習慣の確立」
- 第二期（中2～高2）- 「主体的思考・行動姿勢の構築と多面的チャレンジの実践」
- 第三期（高3）- 「進路の実現」

授業は、教科学習の枠組みに捉われず、より強く知的興味を喚起し、感性を引き出す授業を行っている。その象徴とも言えるものが、教科融合型授業である。
主体的・対話的で深い学びを行うことを目的に、社会に横たわる事象や問題を教科・科目という垣根を越え、複数の教科を融合し複眼的な視点で見つめる授業を実践している。

### 授業時間とコマ数
1授業時間65分授業を展開している。これは、対話型・探求型授業を展開するために必要十分と判断した時間数であるからである。そのため、週25時間（1日5コマ制）、週6日制となっている。

### 留学・海外研修
留学・研修プログラムは、すべて独自に開発・実施している。海外研修は、中学2年以上の希望者対象に、夏期、春期に実施されている。中学3年からは、アメリカでの短期・長期留学も実施。
コロナ禍の中にあっては、積極的にオンラインを利用した国際交流活動を展開。2021年夏には、ニュージーランドにバーチャルホームステイをする「Summer English Program」などを実施している。

### 帰国生教育
1学年に30～40名人ほどの帰国生が在籍しており、6クラスあるうちの2クラスに、20名前後が在籍する。
- 帰国生用の英語カリキュラムでは、アメリカ・カナダの現地校と同レベルの授業が行われている。
- ネイティブ教員が授業を担当し、2グレードで少人数制の授業が行われている。
- 帰国生は、週に1回放課後に実施されるTOEFL対策講座を受講する。

### 学習支援講座
授業だけで十分な学力の向上が期待できるが、難関大学への進学をより確実なものとするため、課外講座を設置している。いずれも大学進学に特化した内容で実施をしている。
- 進学講習（高校1年～高校3年）- 放課後に70分授業を週1回、年間で16回実施。各学年に単科コースが設置されている他、高校1年では3教科を年間24回実施する難関大学向けの総合コースが設置されている。
- 夏期講習（中学3年～高校3年）・冬期講習（高校1年～高校3年）・春期講習（高校2年）- 夏休みなど長期休業中に実施。教科によってはハイレベル、標準レベル、基礎講座の種類を設置。
- 英語講座 - Early Birds（中学1年）・Speech Communication（中学2年・中学3年）・SAT講座（中学3年〜高校3年）・TOEFL講座（全学年）・Drama Course（中学1年〜高校1年）
- Minerva seminars（外国語講座）- 中国語講座初級・中級、フランス語講座初級・中級
- Minerva seminars（教養講座）- 様々な分野のエキスパートを招き教養講座を常設。様々な視点から社会を見つめられる機会が用意されている。
- Minerva seminars（特別講座）- 企業の経営者などを招き行われる講演会をはじめ、生き方やキャリアを考える機会として学年の生徒全員が受講する。

## 交通
- JR東日本南武線武蔵溝ノ口駅、東急田園都市線・東急大井町線 溝の口駅 徒歩8分

## 著名な出身者
- 平原綾香 - シンガーソングライター
- 原田早穂 - 元アーティスティックスイミング選手
- 市川良子 - 陸上競技（中・長距離走・マラソン）選手
- 南翔子 - 歌手
- 池澤あやか - 女優
- 水前寺清子 - 歌手
- 山田麻衣子 - 元女優
- 昆夏美 - 女優、歌手
- 藤谷治[1][2] - 小説家
- 彩みちる - 宝塚歌劇団月組娘役
- 佐田詠夢 - ピアニスト
- 高橋洋子 - 歌手
- 尾崎友俐 - 実業家
- 佐倉しおり - 元女優
- 弭間花菜 - フリーアナウンサー、元秋田朝日放送アナウンサー